# Chun Jung-myung
Chun Jung-myung (en hangul, 천정명; en hanja, 千正明) (Seúl; 29 de noviembre de 1980) es un actor surcoreano.

## Carrera
Es miembro de la agencia "Huayi Brothers" (화이브라더스코리아).
Es conocido por sus papeles en series de televisión como Cinderella's Sister y Glory Jane, así como también en las películas Queen of the Night. Goodbye Solo (2006), What's Up Fox? (2006), Cinderella's Sister (2010), The Duo, Glory Jane (2011), Reset (2014), Heart to Heart (2015), y Master - God of Noodles (2016)

## Filmografía

### Series de televisión (Dramas)
- Alerta de amor (2018)[13]

- Master - God of Noodles (2016)
- Heart to Heart (2015)
- Reset (2014)
- Glory Jane (2011)
- The Duo (2011)
- Cinderella's Sister (2010)
- What's Up Fox (2006)
- Goodbye Solo (2006)
- Fashion 70's (2005)
- I Love H, He, Li... (2004)
- Beijing, My Love (2004)
- Honest Living (2002)
- Bad Girls (2002)
- Han-ip's Woman (2002)
- Third Coincidence (2001)
- Pure Flower Cafe (2001)
- New Nonstop (2001)
- Echo (2000)
- School 2 (1999)

### Películas
- Unalterable (2020)
- Life Risking Romance (2016)
- Queen of the Night (2013)
- Hindsight (2011)
- Hansel and Gretel (2007)
- Les Formidables (2006)
- The Aggressives (2005)
- Twentidentity (2004)
- Dance Begins (2003)
- R U Ready? (2002)

### Programas de televisión
| Año        | Título       | Canal | Notas                           |
| ---------- | ------------ | ----- | ------------------------------- |
| 2017       | Night Goblin | JTBC  | miembro                         |
| 2014       | Real Men     | MBC   | miembro                         |
| 2012, 2013 | Running Man  | SBS   | episodios - 92 y 167 - invitado |